# Olimpiada de Informatică a Europei Centrale
Olimpiada de Informatică a Europei Centrale (în engleză, Central Europe Olympiad in Informatics, abreviere CEOI) este un concurs internațional pentru elevii de liceu. Olimpiada se organizează anual din 1994. Până în prezent (2007), două ediții, 1994 și 2000 s-au desfășurat în România, ambele la Cluj. În anul 2009 concursul se organizează din nou în 
România, la Târgu Mureș.